# Principesa X
Principesa X este o sculptură din bronz lustruit realizată de Constantin Brâncuși în 1916. Are forma unui falus stilizat. Din cauza acestei forme provocatoare, considerată obscenă, a fost retrasă de la expoziția Salon des indépendants din 1920, iar Brâncuși a păstrat-o toată viața în posesia sa. Se află în prezent la Musée national d'art moderne de la Centrul Cultural „Georges-Pompidou” din Paris.
Lucrarea este inspirată de prințesa Marie Bonaparte.

## Vezi și
- Lista sculpturilor lui Constantin Brâncuși

## Legături externe
- en Sit web oficial despre Brâncuși
- en „Collections Object: Princess X”. Philadelphia Museum of Art.
- Falusul în opera lui Brâncuși. Cum a văzut-o genialul sculptor pe frigida prințesă Marie Bonaparte și cum a apărut „Sula lui Tătărăscu”